# Värmeböljan i Australien i november 2009
Värmeböljan i Australien i november 2009 var en period med för årstiden extremt höga temperaturer som drabbade sydöstra Australien i november 2009. Det var den andra massiva värmeböljan som drabbat regionen under 2009 (se Värmeböljan i Australien 2009), värst drabbade var delstaterna South Australia, Victoria och New South Wales. Värmeböljan i månadsskiftet januari-februari 2009 var visserligen ännu intensivare men enligt den australiensiska vädertjänsten saknar den motstycke vad gäller intensitet så tidigt på sommarhalvåret. På många ställen uppmättes rekordhöga temperaturer för november, lokalt över 45 grader C. Men framförallt var det långvarigheten som gjorde värmeböljan unik. Temperaturer uppemot 40 grader C eller mer har visserligen uppmätts många gånger i november i de berörda områdena men värmen har då bara varat några dygn. I det här fallet hade många orter så höga temperaturer i över en vecka, dagstemperaturen var 10-15 grader över den normala.
Precis som vid värmeböljan 10 månader tidigare var upphovet till det varma vädret ett mäktigt, stationärt högtryck över Tasmanska Havet som ledde till att mycket varm luft från centrala Australien strömmade ner över landets sydöstra del. Vintern 2009 har varit extremt varm i Australien och mycket höga temperaturer uppmättes i regionen redan i slutet av oktober, värmeböljan anses emellertid ha inletts den 6 november och avslutades först den 19-20 november.

## Några av de drabbade städerna
- I Adelaide har man tidigare som mest registrerat 4 dagar i rad i november med maxtemperatur över 35,0 grader C (noterat 1894). I den aktuella värmeböljan noterade man 8 dagar i rad med temperatur över 35 grader C 8-15 november. 6 dagar i följd översteg maxtemperaturen 38,0 grader C. Efter ett kortare avbrott med temperaturer runt 30 grader nådde temperaturen den 18:e 38,5 grader C. Dagen efter noterades hela 43,0 grader C vilket är nytt novemberrekord för staden.

- I Ceduna, South Australia uppmättes 46,5 grader C den 19 november vilket var nytt novemberrekord. Dessförinnan hade staden 10-15 november 6 dagar i sträck med maxtemperatur över 40 grader C och totalt 11 dagar med minst 35 grader C 7-19 november.

- Mildura beläget i nordligaste Victoria var också en hårt drabbad ort. Till och med 20 november hade man under perioden 1-20 november 15 dagar med maxtemperatur över 35 grader C, varav 6 över 40 grader C. Värmeböljan släppte sitt grepp först den 21 november men innan dess hade man även noterat 11 dagar med minst 38 grader C. Den genomsnittliga maxtemperaturen i november var fram t.om den 16:e 35,4 grader C.

- Wagga Wagga Sedan början av november hade man fram t.om 20 november 12 dagar i november med minst 35 grader C vilket var nytt rekord för november. Den 12 november uppmättes 40,2 grader C och den nådde 41,8 grader C den 20:e innan temperaturen började sjunka ner mot mer normala värden.

- Melbourne drabbades inte lika hårt som nämnda orter men första halvan av november var ändå extremt varm. 7-11 november hade man 5 dagar i följd med maxtemperatur över 32 grader C - den längsta perioden med över 30 grader i november sedan 1896. Den 10:e uppmättes 36,3 grader C, den dittills varmaste dagen i Melbourne sedan 7 februari 2009 när man uppmätte rekordhöga 46,4 grader C. Den 18:e uppmättes 33,4 grader C och den 20:e 38,5 grader C.

## Kopplingar till den globala uppvärmningen
Som så många gånger tidigare i samband med extremväder av olika slag har politiker, miljöaktivister och många andra kopplat värmeböljan till den pågående uppvärmningen av jorden (se Global uppvärmning) som allmänt anses vara orsakad av mänskliga aktiviteter. En talesperson för miljögruppen Climate Emergency Action Network hävdade att den aktuella värmeböljan är ett tydligt exempel "climate change weather", d.v.s. extrema väderhändelser som kan vänta sig när klimatet blir allt varmare. Vädertjänsten betonade emellertid i vanlig ordning att en ovanligt intensiv enskild värmebölja inte bevisar någonting. Däremot menar man att det är odiskutabelt att Australien har värmts upp snabbare än genomsnittet för hela världen och att värmeböljorna har blivit både vanligare och allt längre. Dessutom har stora delar av kontinenten drabbats av mycket svår torka under 2000-talet.